# Monarhie constituțională

State cu formă de guvernământ monarhică.

Monarhia constituțională este o formă de guvernământ monarhică în care atribuțiile monarhului sunt definite prin o constituție. 
În monarhiile constituționale, monarhul este considerat șeful statului. El poate avea un rol ceremonial sau simbolic (de exemplu, în Regatul Unit, Norvegia, Spania) într-o monarhie constituțională ceremonială sau poate avea o putere executivă semnificativă (de exemplu, în Monaco, Liechtenstein, sau în România înainte de 1947) într-o monarhie constituțională executivă. 
Monarhia constituțională într-o democrație reprezentativă poate fi contrastată cu  monarhia absolută, în care monarhul deține puterea absolută și guvernează după cum dorește.
În istorie au existat și monarhii constituționale cu o constituție fascistă sau cvasi-fascistă (Italia, Japonia, Spania), sau unde guvernul a fost condus de o dictatură militară (România între 1940 și 1944, Tailanda).

## Monarhia constituțională în România

### Monarhia electivă
Domnitorii Moldovei și Valahiei aveau rangul prinților sau regilor din vestul Europei. Ei erau aleși de câteva familii. Ei trebuiau să guverneze ținând seama de Sfatul Domnesc. Deși nu exsta o constituție scrisă, monarhia voievozilor nu era una absolută.
Unirea Principatelor Valahiei și Moldovei s-a realizat în 1859 prin alegerea aceluiași domnitor în persoana lui Alexandru Ioan Cuza. Forma și modul de guvernământ erau stabilite de Convenția de la Paris, care prevedea două guverne, două adunări naționale, etc. În timpul domniei lui Cuza s-a realizat unirea efectivă a principatelor, s-a făcut reforma agrară și s-a obținut autonomia internă a principatelor. 
Pentru a crește stabilitatea guvernării Principatelor Unite, necesară în acel moment, se dorea trecerea la monarhia ereditară. Domnitorul trebuia să fie dintr-o familie străină, pentru că vechile familii boierești din care se aleseseră domnitorii Moldovei și Valahiei nu ar fi acceptat ca doar una din ele să devină familia domnitoare ereditară.

### Monarhia ereditară

#### Carol I
Prințul Carol, care făcea parte din familiile regale europene de lungă tradiție, a aceptat propunerea guvernului Principatelor Unite și a fost proclamat Domnitorul Carol I la 10 mai 1866, odată cu sosirea în țară. Votată de Adunarea Constituanța și adoptată la scurt timp, Constituția din 1 iulie 1866 a stabilit principiile de guvernare și regulile de succesiune la domnie ale monarhiei constituționale ereditare nou-înființate. Constituția acorda Domnitorului puteri semnificative. De exemplu, un act al celor două adunări parlamentare (Adunarea Deputaților și Senatul) devenea lege doar după ce primea sancțiunea domnească (care putea fi refuzată). 
Constituția din 1866 a fost modificată în 1884 pentru rezolvarea problemelor referitoare la dreptul de vot.  Din cauza votului cenzitar, la viața politică românească participa doar o mică parte din populație. Organizarea politică a rămas în mare parte la fel ca în perioada Principatului, cu două partide importante. Partidul Conservator reprezenta interesele marilor moșieri, iar Partidul Liberal. reprezenta interesele clasei mijlocii, de comercianți și industriași. 
Principatele Unite ale Valahiei și Moldovei și-au proclamat independența printr-o declarație citită în Parlament pe 9 mai 1877 de Mihail Kogălniceanu, care a fost votată în aceeași zi, și promulgată de Carol I la 10 mai 1877. Independența declarată a fost cucerită efectiv în Războiul de independență din 1877-1878. Statul independent s-a numit oficial „România”, o denumire refuzată de turci înainte. La 10 Mai 1881, România devine Regat, iar Majestatea Sa Regele Carol I al României este încoronat ca Rege. În 1914, în urma participării la cel de-Al Doilea Război Balcanic, România alipește Cadrilaterul care aparținuse Bulgariei. Rege Carol I moare în același an.

#### Ferdinand I
Regele Carol I și Regina Elisabeta au avut un singur copil, o fetiță, Principesa Marioara, care a murit de scarlatină la vârsta de 4 ani. Conform Constituției, Principele Ferdinand, nepotul Regelui Carol din casa de Hohenzollern-Sigmaringen, a fost desemnat ca moștenitor al Coroanei României în 1889. În 1892 Principele Moștenitor Ferdinand se căsătorește cu Marie de Saxa-Coburg-Gotha, principesă britanică, descendentă a Reginei Victoria a Marii Britanii și a țarilor Imperiului Rus. În 1893, se naște la Sinaia Principele Carol, viitorul Rege Carol al II-lea, primul copil al cuplului princiar.
Ferdinand devine Regele Ferdinand I al României în 1914, iar Maria devine Regina Maria a României. După Primul Război Mondial trei mari provincii istorice românești, Transilvania, Basarabia și Bucovina aleg să se alipească Vechiului Regat al României. La 15 octombrie 1922, Regele Ferdinand I și Regina Maria sunt încoronați ca Regi ai României Mari în Catedrala din Alba-Iulia, într-o ceremonie fastuoasă care marca bucuria victoriei și întregirea României. Este adoptată Constituția din 1923, care păstreză îmbinarea cadrului democratic legislativ și executiv cu prerogativa regală din Constitutia din 1866, și afirmă Marea Unire, reforma agrară și dezvoltarea economică.

#### Carol al II-lea
În 1918, în ultimele luni ale Primului Război Mondial, Principele moștenitor Carol dezertează de la comanda regimentului pe care îl conducea, pe front, trece granița în Rusia și se căsătorește la Odessa cu Zizi Lambrino. Faptele vor produce mari tulburări și nemulțumiri Regelui și Reginei, o astfel de căsătorie fiind contrară atât prevederilor Constituției, cât și Statutului Familiei Regale. Ulterior, căsătoria va fi anulată de tribunal. În 1921, pe 10 martie, Principele moștenitor Carol se căsătorește la Atena cu Elena, principesă a Greciei. Pe 25 octombrie în același an se naște la Castelul Foișor din Sinaia Mihai, singurul lor fiu (viitorul Rege Mihai I). Principele Carol își continuă viața personală tumultoasă, fapt care îl determină pe Regele Ferdinand, preocupat de viitorul țării și al familiei, să ceară Parlamentului trecerea dreptului de succesiune și a averii personale la nepotul său Mihai.
În luna iulie 1927, odată cu moartea Regelui Ferdinand, România intră într-o criză dinastică. Coroana trece la micul Mihai, nepotul Regelui, în vârstă de 6 ani. Conform Constituției, pe durata minorității Regelui Mihai, țara era condusă de o regență formată din trei persoane. Inițial, regența a fost compusă din A.S.R. Principele Nicolae, fiul cel mai mic al Regelui Ferdinand, patriarhul Miron Cristea și Gheorghe Buzdugan. Ulterior, datorită decesului lui Gheorghe Buzdugan, în regență a fost numit Constantin Sărățeanu. Domnia regenței a generat multă instabilitate politică. De aceea, mai mulți oameni politici, în frunte cu Iuliu Maniu au negociat revenirea Principelui Carol pe Tronul României. Acesta a acceptat și s-a întors din străinătate pe 8 iunie 1930, fiind încoronat imediat ca Regele Carol al II-lea al României - detronându-și, astfel, propriul fiu. Pentru micul Rege Mihai a fost creat ad-hoc titlul de „Mare Voievod de Alba-Iulia”.
La 24 februarie 1938, Carol al II-lea obține înlocuirea Constituției cu una mai puțin democratică, care consfințea impunerea puterii personale a Regelui, subordonarea individului și economiei față de stat, și corporatismul colectivist de tip fascist. În 1940, România Mare a încetat să existe, țara pierzând fără luptă o treime din teritoriu, prin impunerea Pactului Ribbentrop-Molotov și a Dictatului de la Viena, urmare a înțelegerilor între Hitler și Stalin. România se găsea izolată politic, militar și economic. 

#### Mihai I
La 6 septembrie 1940, Regele Carol al II-lea a fost silit să abdice de către generalul Ion Antonescu, Coroana trecând (pentru a doua oară) la tânărul Rege Mihai I, care avea acum 19 ani. Antonescu suspendă Constituția și Parlamentul, își acordă puteri dictatoriale și guvernează prin decrete. După evenimentele de la 23 August 1944, prin care Regele Mihai I și colaboratorii săi au răsturnat dictatura personală a mareșalului Antonescu și au schimbat tabăra în care România lupta în război, Regele a repus în vigoare Constituția democratică din 1923, permițând funcționarea Parlamentului și a partidelor politice. Cu toate acestea, situația țării nu a mai fost niciodată normală deoarece țara fusese ocupată de Armata Roșie. Partidului Comunist Român, sprijinit de bolșevicii ruși, a avut o ascensiune politică rapidă și la 6 martie 1945, Regele a fost silit de ocupantul militar rus să înlocuiască guvernul generalului anticomunist Nicolae Rădescu cu primul guvern comunist al României. 
La 30 decembrie 1947, Regele Mihai I rămăsese singurul obstacol în calea instaurării totale a dictaturii comuniste în România. Prin lovitura de palat petrecută în dimineața acelei zile, Regele a fost silit (sub amenințare cu arma și sub sub șantajul împușcării a 1100 de tineri ce se găseau deja arestați de la 8 noiembrie 1945) să semneze un act neconstituțional de abdicare. În seara aceleiași zile, printr-o ședință falsificată a Adunării Deputaților (la care cvorumul a fost „suplimentat” cu susținători comuniști care nu aveau calitatea de deputați, Parlamentul fiind în vacanță), a fost proclamată neconstituțional abolirea monarhiei și instaurarea Republicii Populare Române. Pe 3 ianuarie 1948, Familia Regală a fost silită să plece din gara Sinaia cu Trenul Regal, într-un exil care a durat 50 de ani. Constituția Republicii Populare Române a fost adoptată la 13 aprilie 1948. 

## Problema restaurării monarhiei constituționale ereditare în România după 1989
Cunoscând nelegalitatea abdicării Regelui și a proclamării Republicii, unii membri ai partidelor politice formate după 1989 - în special Partidul Național Țărănesc și Partidul Național Liberal - au susținut revenirea în țară a Familiei Regale și ridicarea problemei restaurării monarhiei, în cadru democratic, parlamentar. Lor li s-au alăturat alte organizații ale societății civile, ca Alianța Civică și „Amicii Regelui Mihai", iar mai târziu Alianța Națională pentru Restaurarea Monarhiei, „Mișcarea pentru Regat și Coroană", „Clubul Coroanei”, „Tineretul regalist” ș.a.
Aceste inițiative s-au lovit de rezistența partidelor de guvernământ ale anilor '90, dominate de reprezentanții vechii puterii comuniste, de propaganda ziarelor și televiziunilor acelorași partide, precum și „obliterarea memoriei colective” produsă populației în anii îndelungați de propagandă comunistă. Ca urmare, nu s-a făcut pasul firesc al repunerii în vigoare a ultimei Constituții necomuniste a României - cea din 29 martie 1923 - care ar fi asigurat continuitatea și legitimitatea. Puterea nu a respectat nici propriile decrete, cele ale Frontului Salvării Naționale, date în zilele Revoluției, care prevedeau (decretul-lege nr. 2/27.12.1989) că „sunt și rămân desființate toate structurile de putere ale fostului regim dictatorial” - adică inclusiv Constituțiile republicane comuniste și funcția de Președinte al României, care fusese creată în 1965 de către o putere abuzivă. În 1991, Adunarea Constituantă formată la București a adoptat, printr-un proces parlamentar controversat, Constituția României 1991, fără a respecta prevederile legii anterioare (Constituția din 1923) și fără a întreba populația României, prin referendum, ce formă de guvernământ dorește. Prin prevederile noii Constituții (art. 1 și art. 152) s-a încercat „eternizarea” abuzivă a republicii ca formă de guvernământ.
Două dintre fiicele Regelui, Altețele Lor Principesele Margareta și Sofia, au fost prezente în România încă din ianuarie 1990, inițiind și ajutând programe caritabile de refacere a societății, urmate apoi și de M.S. Regina Ana. Autoritățile nu au permis Regelui reîntoarcerea în țară. În decembrie 1990, Regele a fost oprit la intrarea în Pitești pe drumul spre Curtea de Argeș de echipaje de poliție înarmate cu arme automate, care l-au condus înapoi la aeroport și l-au expulzat în Elveția cu un avion militar. O scurtă vizită de Paști, în aprilie 1992, a prilejuit ieșirea pe străzile Bucureștiului a peste un milion de oameni. Noile autorități au împiedicat, în 11 ocazii, alte reveniri în țară a Suveranului. Recunoașterea faptului că Regele și-a păstrat, pe întreaga durată a exilului, calitatea de cetățean român a venit abia în 1997, când guvernul Victor Ciorbea a desființat juridic decretul abuziv din 1948, prin care Regelui i se luau „cetățenia și naționalitatea (sic!) române”. Această îndreptare a permis Suveranului să revină în țară. Ea s-a datorat interesului guvernului român de a obține ajutorul diplomatic al Regelui pentru admiterea României în NATO și Uniunea Europeană. Pentru realizarea acestui obiectiv național, Regele a organizat și întreprins două turnee internaționale, în anii 1997 și 2002.
La 30 decembrie 1997, în cadrul unei întruniri private, M.S. Regele Mihai I a semnat noul Statut al Familiei Regale a României, intitulat „Normele Fundamentale ale Familiei Regale”, care înlocuiește statutele anterioare. De asemenea, Regele a cerut ca, în cazul în care Parlamentul va decide restaurarea monarhiei constituționale în România, să fie acceptată modernizarea Constituției din 1923 prin renunțarea la legea salică, care nu permite femeilor să domnească - o lege care a fost abandonată, între timp, de toate monarhiile europene moderne. M.S. Regele Mihai a desemnat-o ca moștenitoare a rolurilor sale de familie și constituționale pe fiica sa cea mare, A.S.R. Principesa Margareta a României. „Normele Fundamentale ale Familiei Regale” prevăd (la art. 1, paragraful 2) că, după moartea Regelui, „moștenitorul Tronului va primi titlul și apelativul de Rege sau Regină, indiferent de poziția Familiei ca Dinastie domnitoare sau ne-domnitoare și indiferent dacă, mai târziu, va alege sau nu să nu folosească un asemenea titlu sau apelativ”. 
După decesul Regelui Mihai I, survenit la 5 decembrie 2017, Majestatea Sa Margareta a ales să nu folosească, în acest moment, apelativul de „Regină a României”, ci pe acela de „Custode al Coroanei României”.